# Tiffany James
Tiffany James (31 de enero de 1997) es una deportista jamaicana que compite en atletismo, especialista en las carreras de velocidad. Ganó dos medallas en el Campeonato Mundial de Atletismo de 2019, plata en el relevo 4 × 400 m mixto y bronce en el relevo 4 × 400 m femenino.

## Palmarés internacional
| Campeonato Mundial | Campeonato Mundial | Campeonato Mundial | Campeonato Mundial |
| Año                | Lugar              | Medalla            | Prueba             |
| ------------------ | ------------------ | ------------------ | ------------------ |
| 2019               | Doha (Catar)       | Medalla de plata   | 4 × 400 m mixto    |
| 2019               | Doha (Catar)       | Medalla de bronce  | 4 × 400 m          |